# Специализиран музей за резбарско и зографско изкуство
Специализираният музей за резбарско и зографско изкуство обединява 10 музейни обекта в Трявна. Откриването му с това име е на 23 октомври 1963 г.

## Музейни обекти

### Музей „Ангел Кънчев“
Музей „Ангел Кънчев“ е в сграда от началото на XIX век. В родния дом на Ангел Кънчев, помощник на Васил Левски, е представено участието на тревненци в националноосвободителните борби. Самата къща е красив образец на ранновъзрожденската архитектура.

### Даскалова къща
Даскаловата къща е построена през 1804 – 1808 г. Наричана е Къщата със слънцата. И до днес се спори чие резбовано слънце грее по-красиво: изрязаното от стария майстор Димитър Ошанеца Майско слънце или горещото Юлско слънце на калфата Иван Бучуковеца.
Тя е единствен по рода си музей на дърворезбарското изкуство в България, така както Трявна е единственият български град, в който резбарското изкуство продължава да е живо благодарение на Средното специално художествено училище в града и майсторите-резбари, чиито ръце продължават да извайват неповторима хубост.

### Славейкова къща
Славейковата къща е построена около 1830 г. В нея още се усеща духът на страстния родолюбец Петко Славейков и извисеността на поетическите търсения на сина му Пенчо Славейков.

### Славейково школо
Славейковото школо (известно също като Старото школо или Тревненското школо) отваря врати за първите си ученици през 1839 г. То е сред първите светски училища в България.
Възстановена е класна стая от времето, когато е използвана взаимоучителната метода. Посетителите имат възможност да се запознаят с уникални документи, представящи образователното дело до Освобождението, да послушат тиктакането на часовниковите механизми от колекцията на Георги Везиров, да се възхитят на богатата експозиция от творби на братя Казакови.
Великолепната възрожденска сграда подслонява и временни изложби, както и театрални постановки и концерти на открито.

### Райкова къща
Райковата къща е построена през 1846 г. Тя е роден дом на първия професор по химия в България – проф. Пенчо Райков. В нея е представен късновъзрожденският бит на българина. Характерни са покритият чардак, нишите тип алафранга и други.
- Снимки от Райковата къща в Трявна
- Школото с Райковата къща
- Райковата къща откъм улицата
- Райковата къща през май
- Райковата къща отпред
- Райковата къща – интериор
- Райковата къща през зимата

### Музей на иконата
Музеят на иконата е разположен в „Царския параклис“. Храмът е построен през 1943 – 1944 г. по волята на последната българска царица Йоанна – съпруга на цар Борис III.
Разполага с богата колекция от оригинални икони, представящи развитието на най-старата иконописна школа в България – Тревненската художествена школа.

### Галерия „Казаков“
Галерия „Казаков“ е сред новите музейни обекти в Трявна, открити след 2000 г.
Носи името на големия български художник Димитър Казаков-Нерон, свързал жизнения си път с Трявна, оставяйки на града над 500 от своите най-добри живописни творби.
Галерията се използва за временни изложби, за представяне на популярни и по-малко известни даровити художници, за тематични експозиции, дело на гостуващи музеи и културни институции.

### Музей за азиатско и африканско изкуство
Музеят за азиатско и африканско изкуство е екзотичен музеен обект в Трявна.
Привнася екзотика чрез щедрото дарение на българския художник и колекционер Златко Паунов, живеещ в Ню Йорк, събрано при пътуванията на художника в Индия, Непал, Китай и някои африкански страни. Изложените предмети са предимно с култово предназначение.

### Поп-Ангелова къща
Приема се, че това е най-старият музеен обект от XVIII век в Трявна.

### Художествена галерия
Обектът е предназначен за гостуващи изложби.

## Музейни фондове
- Основен фонд: 54 243 единици
- Научно-спомагателен фонд: 31 289 единици
- Обменен фонд: 647 единици
- Общо 86 179 единици с културна и художествена стойност
- Музейна библиотека: 4556 тома

## Други дейности
Специализираният музей организира:
- обучение по дърворезба
- сключване на граждански бракове в автентична обстановка
- вечерни посещения на музейните обекти
- ретро-фото ателие